# Sofiane Benfatah
Sofiane Benfatah (en arabe : سفيان ﺑﻦ فتح), né le 27 novembre 1985, est un joueur de futsal international algérien.

## Biographie
Sofiane Benfatah est formé au Montpellier Petit-Bard Futsal.
À l'été 2010, Sofiane Benfatah est un néo-International Algérien et dispute la Coupe méditerranéenne de futsal avec la sélection algérienne. À 25 ans, il quitte Montpellier Petit Bard et signe au Bastia Futsal qui dispute la Coupe d'Europe UEFS.
Lors de la Coupe nationale futsal 2011, Sofiane Benfatah parvient à qualifier le Montpellier Agglo Futsal en demi-finale avec un triplé contre Toulouse Lalande (3-1) et un but contre l'AJAMS Port-de-Bouc (2-2 t. a. b.). Benfatah est alors un des deux seuls joueurs à se consacrer uniquement au futsal dans son équipe, sans jouer au football en parallèle.
Sofiane Benfatah fait partie de ceux qui créent le Montpellier Agglo Futsal en 2011-2012 alors qu'il est déjà international algérien. Au terme du Championnat de France 2011-2012, l'Algérien termine meilleur buteur de la compétition,. Il inscrit près de cinquante buts.
À l'inter-saison 2012, le joueur international revient au Montpellier Petit-Bard en Division 2. Il évolue deux ans au Montpellier MF.
Revenu au Montpellier Agglo Futsal, il quitte le club à l'été 2016 et voit contacté par les dirigeants du Beaucaire Futsal. Il subit très tôt une déchirure musculaire à une cuisse. Revenu sur les terrains à Noël, il aide le club à enregistrer de bons résultats qui permettent de gagner quelques places au classement.

## Palmarès
- Championnat de France de futsal
  - Meilleur buteur : 2011-2012